# Laurence R. Harvey
Laurence Robert Harvey (Wigan, 17 luglio 1970) è un attore britannico.

## Biografia
Harvey appare durante gli anni 1990 in alcune serie televisive per bambini in ruoli di personaggi caratterizzati dalla loro bassa statura. Diviene noto per avere interpretato nel 2011 il ruolo di Martin Lomax nel film The Human Centipede 2 (Full Sequence), un obeso asmatico e mentalmente disturbato ossessionato dal primo film della serie. In seguito compare anche in The Human Centipede 3 (Final Sequence) (2015) insieme a Dieter Laser, il protagonista del primo film. Nel 2001 è apparso nei videoclip di due canzoni dei Planet Funk, Chase the Sun e Inside All the People.

## Filmografia
- The Pizza Miracle (cortometraggio), regia di Tony Grisoni (2010)
- The Human Centipede 2 (Full Sequence), regia di Tom Six (2011)
- King of Thebes, regia di Paul Morgans (2012)
- The Editor, regia di Adam Brooks e Matthew Kennedy (2014)
- The ABCs of Death 2, registi vari (2014)
- Call Girl (cortometraggio), regia di Jill Gevargizian (2014)
- My Bloody Banjo, regia di Liam Regan (2015)
- The Human Centipede 3 (Final Sequence), regia di Tom Six (2015)
- Frankenstein Created Bikers, regia di James Bickert (2016)
- Rats (cortometraggio), regia di Mark Logan (2016)
- Hollywood Patriarchy v My Movie, regia di Kate Shenton (2016)
- Adult Babies, regia di Dominic Brunt (2017)
- Dark Web, registi vari (2017)
- Dead Love, regia di Chris Gallagher (2018)
- BFF Girls (cortometraggio), regia di Brian Lonano (2018)
- For We Are Many, registi vari (2019)
- House of Many Sorrows, regia di Barry J. Gillis (2019)

## Riconoscimenti
- Fright Meter Award
  - 2011 – Candidatura al miglior attore per The Human Centipede 2 (Full Sequence)[2]

- The Optical Theatre Festival
  - 2016 – Candidatura al miglior attore non protagonista per Frankenstein Created Bikers[3]
  - 2016 – Horror Icon[4]